# Viråns vattensystem
Viråns vattensystem este o arie protejată (arie specială de conservare — SAC, sit de importanță comunitară — SCI) din Suedia întinsă pe o suprafață de 2.235,1 ha, integral pe uscat.

## Localizare
Centrul sitului Viråns vattensystem este situat la coordonatele 57°25′18″N 16°05′22″E / 57.4218°N 16.0894°E.

## Înființare
Situl Viråns vattensystem a fost declarat sit de importanță comunitară în ianuarie 2002 pentru a proteja 5 specii de animale. Situl a fost protejat și ca arie specială de conservare în martie 2011.

## Biodiversitate
Situată în ecoregiunile boreală și marină baltică, aria protejată conține 7 habitate naturale: Pajiști fino-scandinave uscate până la mezice, bogate în specii de altitudine mică, Pajiști cu Molinia pe soluri calcaroase, turboase sau argilos-nămoloase (Molinion caeruleae), Mlaștini turboase de tranziție și turbării mișcătoare, Ape stătătoare oligotrofe până la mezotrofe, cu vegetație de Littorelletea uniflorae și/sau de Isoëto-Nanojuncetea, Cursuri de apă de la nivel de câmpie la nivel montan, cu vegetație Ranunculion fluitantis și Callitricho-Batrachion, Estuare, Lagune de coastă.
La baza desemnării sitului se află mai multe specii protejate:
- mamifere (1): vidră de râu (Lutra lutra)
- nevertebrate (2): libelule (Leucorrhinia pectoralis), Unio crassus
- pești (2): zvârluga (Cobitis taenia), zglăvoacă (Cottus gobio)